# You Are There (album)
Pour les articles homonymes, voir You Are There.
Albums de Mono
Walking Cloud and Deep Red Sky, Flag Fluttered and the Sun Shined
(2004) Hymn to The immortal Wind
(2009)
You Are There est le quatrième album studio du groupe japonais Mono, sorti le 15 mars 2006,.

## Titres
| No | Titre                               | Durée |
| -- | ----------------------------------- | ----- |
| 1. | The Flames Beyond the Cold Mountain | 13:29 |
| 2. | A Heart Has Asked for the Pleasure  | 3:43  |
| 3. | Yearning                            | 15:38 |
| 4. | Are You There?                      | 10:15 |
| 5. | The Remains of the Day              | 3:41  |
| 6. | Moonlight                           | 13:04 |